# Jill Evans
Jillian Evans, detta Jill (Rhondda, 8 maggio 1959), è una politica britannica.

## Biografia
Gallese di nascita, ha completato gli studi di laurea e master in lingua gallese. È stata un'attivista della National Federation of Women's Institutes and CHILD, che sosteneva le persone sterili. Negli anni '90 ha fatto parte del governo locale.
Nel periodo 1994-1996 è stata presidente di Plaid Cymru, nel 2003 è diventata vicepresidente di questo gruppo. È diventata anche la presidente del CND Cymru (Campagna per il disarmo nucleare), un ramo gallese dell'organizzazione che lavora per il disarmo nucleare.
Nel 1999 è stata nominata membro del Parlamento europeo. Nel 2004, 2009, 2014 e 2019 si è candidata per la rielezione. È diventata un membro della fazione verde e dei regionalisti, nonché della Commissione per l'ambiente, la sanità pubblica e la sicurezza alimentare.